# Nasser Bourita
Nasser Bourita (in arabo: >ناصر بوريطة; Taounate, 27 maggio 1969) è un politico e diplomatico marocchino, Ministro degli affari esteri, della cooperazione internazionale e dei marocchini espatriati dal 5 aprile 2017.
È stato nominato segretario generale del Ministero degli affari esteri nel 2011 e quindi ministro delegato al medesimo dicastero nel 2016.
Il 7 ottobre 2021, Nasser Bourita è riconfermato capo degli affari esteri marocchini.